# Un errore di distrazione
Un errore di distrazione è un singolo del cantautore italiano Brunori Sas, pubblicato il 28 febbraio 2020.

## Descrizione
Il brano, pubblicato come inedito, è la colonna sonora del film del 2018 L'ospite.